# La Chapelle-du-Mont-du-Chat
La Chapelle-du-Mont-du-Chat település Franciaországban, Savoie megyében. Lakosainak száma 267 fő (2022. január 1.). La Chapelle-du-Mont-du-Chat Aix-les-Bains, Billième, Bourdeau, Brison-Saint-Innocent, Ontex, Saint-Jean-de-Chevelu és Saint-Pierre-de-Curtille községekkel határos.

## Népesség
A település népességének változása:
| Lakosok száma | 247  | 252  | 258  | 257  | 260  | 261  | 260  | 266  | 267  |
|               | 2013 | 2015 | 2016 | 2017 | 2018 | 2019 | 2020 | 2021 | 2022 |